# معاذ السباعي
معاذ السباعي, ناشط مجتمع مدني سوري وعضو المجلس الوطنى السورى.

## نشأته
ولد معاذ السباعي في نوفمبر 1974 في مدينة ليستر بالمملكة المتحدة، وهو من أصل سورى ويقيم حاليًا بالمملكة العربية السعودية. عمل معاذ السباعي بالأنشطة التطوعية بدءًا من سنة 1991 من خلال اتحاد الطلبة أثناء دراسته الجامعية.

## التعليم
حصل معاذ السباعي على العديد من الشهادات أهمها درجة الماجستير في الإدارة ودرجة الماجستير في التقنية وعلوم الحاسب. كذلك على درجة البكالوريوس في الرياضيات وعلوم الحاسب بالإضافة إلى بالإضافة إلى شهادات عديدة في إدارة المشاريع مثل Prince2, PMP, ITIL

## منظومة وطن والنشاط التنموى والخيرى
معاذ السباعى من مؤسسي ورئيس منظومة وطن وهي منظومة مجتمع مدني تأسست عام 2012 كمظلة ينضوي تحتها ثماني مؤسسات تعمل في مجالات نهضوية متعددة تهدف جميعها إلى النهوض بالمجتمع السوري وخدمته بطريقة مؤسساتية احترافية وفي عام 2017 في المؤتمر السنوي الخامس لمنظومة وطن تم إعلان دمج جميع المؤسسات لتتحول إلى ثمانية برامج متخصصة وهي (الأمن الغذائي وسبل العيش – دعم المجتمع المدني – مياه وأصحاح – التعليم – الصحة – الحماية – التمكين الاقتصادي – المأوى والمواد غير الغذائية) تدار جميعها تحت اسم منظومة وطن ضمن خطة المنظومة للتوسع والتحول إلى منظمة عالمية تعمل وفق منھج شامل عبر برامج متكاملة لمعالجة القضایا الإنسانیة الطارئة، وإحیاء المجتمعات بشكل مستدام.

## الأنشطة المتعلقة بالثورة السورية
نشط معاذ السباعي في تأييد الثورة السورية منذ بدايتها في مطلع عام 2011، وقام بتأسيس مجموعة سوريا الحلم، وذلك بالتعاون مع مجموعة من النشطاء السوريين، كما أنتخب معاذ السباعي كعضو في اللجنة الاستشارية لمؤتمر أنطاليا والذي كان أول تجمع للمعارضة السورية ضد النظام السوري منذ بدء الثورة السورية، ومعاذ عضو مؤسس في المجلس الوطني السوري.

## النشاطات على المستوى الدولي والإقليمي
معاذ من مؤسسي النادي السوري للاعمال بالرياض، ومن الأعضاء المؤسسين لملتقى رجال الأعمال السوريين، كذلك هو عضو مجلس إدارة مجموعة الأعمال البريطانية بالرياض. علاوة على ذلك كان معاذ من أعضاء الوفد البريطاني المشارك إلى المنتدى الاقتصادي الإسلامي العالمي (WIEF) الأول والثالث.

## الأنشطة في بريطانيا
خلال تواجده في بريطانيا قام معاذ السباعي بالتأسيس والمشاركة في العديد من المنظمات التطوعية الغير ربحية، وشارك في تأسيس اللجنة السورية لحقوق الإنسان في أواخر التسعينيات وكذلك أسس معاذ السباعى الجمعية الإسلامية في بنك (HSBC) والتي كانت نواة لجمعية منطقة كناري ورف في شرق لندن (WMA) والتي كانت تعنى بشؤون الموظفين المسلمين والتواصل بينهم وكذلك أسس مع مجموعة من النشطاء، نادي الشباب المشرق في غرب لندن. كان معاذ عضوا في الإدارة المركزية للمجلس الإسلامي البريطاني وشارك في تأسيس قسم الأعمال والاقتصاد في المجلس.

## وصلات خارجية
- منظومة وطن
- المؤتمر التأسيسي لـ منظومة وطن على يوتيوب
- معاذ السباعى عضو المجلس الوطنى السورى
- جريدة الشرق الأوسط: لقاء صحفى مع معاذ السباعى حول ملتقى النشطاء السوريين
- لقاء تليفزيونى على قناة الجزيرة مع معاذ السباعى حول الاوضاع السورية على يوتيوب
- لقاء تليفزيونى مع معاذ السباعى حول المجلس الوطنى السوري على قناة سوريا الشعب على يوتيوب
- الصفحة على الفايسبوك  على فيسبوك.
- هل بات دعم المجتمع المدني السوري حاجة ملحة؟ مقال في صحيفة الشرق الأوسط
- كلمة رئيس منظومة وطن معاذ السباعي في حفل افتتاح مؤتمر وطن الرابع 2015
- كلمة رئيس منظومة وطن معاذ السباعي في حفل اختتام مؤتمر وطن الرابع 2015
- كلمة رئيس منظومة وطن معاذ السباعي في حفل افتتاح مؤتمر وطن الخامس 2017
- كلمة رئيس منظومة وطن معاذ السباعي في حفل اختتام مؤتمر وطن الخامس 2017
- كلمة رئيس منظومة وطن معاذ السباعي في حفل افتتاح مؤتمر وطن السادس 2018
- كلمة رئيس منظومة وطن معاذ السباعي في حفل اختتام مؤتمر وطن السادس 2018